# I. Klodvig frank király
I. Klodvig (latinul: Chlodovechus, frankul: Hlodowig, más névváltozatban Chlodvig, Chlodovech, Clovis (466 – 511. november 27.), a száli frank Meroving dinasztia egyik királya, apját, I. Childerichet követte a trónon 481/482-ben. Uralkodása során a frankok száli ágának Tournai és Cambrai környéki törzsterületeiről kiindulva meghódította csaknem teljes Galliát, létrehozva nagyjából a mai Franciaország területén a kor egyik meghatározó germán államát. Ezért a francia történetírás Klodvigot tekinti az első francia királynak.
Hódításait törvénykezéssel és egyházpolitikájával is stabilizálta, nevéhez fűződik, hogy a frankok a kereszténység katolikus ágához csatlakoztak, szemben az ariánus vizigótokkal vagy az osztrogótokkal. Ez hozzájárult uralmának elfogadásához Gallia latin lakosságának körében. Családjának a 8. századig nem akadt riválisa.

## Gallia meghódítása

A tolbiaci csata

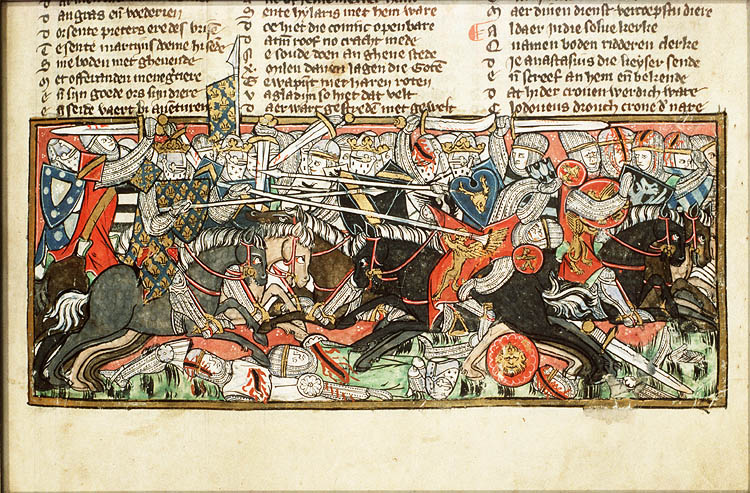
A vouilléi csata

Apja, I. Childerich halála után Klodvig került a száli frankok élére, akik ekkoriban a Rajna alsó folyásától nyugatra, a mai francia-belga határ mentén éltek, Tournai és Cambrai központokkal. Klodvig azonnal Gallia elfoglalására indult: 486-ban Ragnachar segítségével Klodvig legyőzte Syagriust, Nyugat-Gallia utolsó római helytartóját, akinek uralma Soissons környékére terjedt ki, azaz a mai Pikárdiára. E győzelemmel a Loire-tól északra fekvő területek túlnyomó része (a Somme és a Szajna vidéke) a frankok ellenőrzése alá került. 487 és 494 között dél felé egészen Párizsig megszilárdította hatalmát, de a nyugat-galliai armorikok és a Rajna-vidék germán törzsei ellenálltak további terjeszkedésének, a Loire-nál pedig szembekerült az itáliai osztrogót király Theoderich védelme alatt álló vizigótokkal. Helyzetét bebiztosítandó Klodvig megerősítette szövetségét a keleti gótokkal: testvérét, Audofledát feleségül adta Nagy Theodorik királyhoz. Ő maga 493-ban Clotilde burgund hercegnővel kötött házasságot. 491-ben türingiaiak egy kis csoportjára mért vereséget északon, majd más frank törzsek vezetőivel közösen megverte az alemannokat a tolbiaci csatában.
496-ban az alemannok elleni vesztésre álló csatában Klodvig Istent hívta segítségül, és serege győzedelmet aratott. 496-ban, 497-ben vagy 498-ban; a Pallas szerint 496 karácsonyán a későbbi szent Remigius reimsi püspök kezéből felvette a katolikus kereszténységet, (bár a sírleletek tanúsága szerint a frankok többsége egészen a 7. századig az ősi germán istenek híve maradt) szemben más germán népek (vizigótok, vandálok) királyaival, akik az ariánus hitet választották. Klodvig döntésének eredményeként megerősödött a germán hódítók és a római katolikus hitű meghódítottak kapcsolata, viszont Bernard Bachrach szerint ezzel gyengült Klodvig katonai pozíciója, ugyanis a frank előkelők nem nézték jó szemmel, hogy eltávolodik hitüktől.
500-ban megpróbálta elfoglalni a burgund királyságot, de a dijoni csatában vereséget szenvedett. Néhány évre rá azonban elnyerte a burgundok támogatását, és ők az 507-es vouilléi csatában segítségére voltak a toulouse-i vizigót királyság ellen. Ezután egészen Bordeaux-ig nyomult, fiát pedig a vizigótok fővárosa, Toulouse ellen küldte. Győzelmével visszaszorította a vizigótokat az Ibériai-félszigetre és Aquitania nagy részét államához csatolta. A dél-galliai területeket azonban nem igázta le tartósan, hanem visszatért északra, és terjeszkedő birodalma székhelyének Párizst tette meg, ahol a Szajna déli partján Szent Péternek és Szent Pálnak szentelt apátságot alapított. Az apátságot később Párizs védőszentjéről, Szent Genovéváról nevezték el.
A vouilléi csata után – Tours-i Szent Gergely történetíró szerint – I. Anasztáziusz bizánci császár konzuli címet adományozott Klodvignak, ám mivel neve nem szerepel a konzulok listáján, ez az adat bizonytalan. Szintén Gergely tudósít Klodvig vouilléi csata utáni hadjáratairól, amelyek célja más frank vezetők, többek között:
- Kölni Sigibert és fia, Chloderic;
- Chararic, a száli frankok egy másik vezetője,
- Cambrai Ragnachar és testvérei, Ricchar és Le Mans-i Rigomer

eltávolítása volt.
Röviddel halála előtt, Klodvig zsinatra hívta össze Gallia püspökeit Orléans-ba (Orléans-i első zsinat), amelyen maga is részt vett, és ahol egyházi reformokat kezdeményezett és megerősítette a korona és a püspöki kar közti köteléket. Kibocsátotta a száli törvényt, amely a meghódított vidéken a frank király hatalmát erősítette meg.
Uralkodásának meghatározó eredménye volt, hogy a Gallia területén élő romanizált népcsoportok is elfogadták uralkodójuknak, és az ő támogatásukkal indulhatott harcba az ariánus gótok ellen. Ennek következtében a frank uralom alatti földek vallása a római, és nem az ariánus kereszténység lett. A mai Belgium és a Rajna-vidék területén élő frank törzseket Klodvig egyetlen politikai egységbe fogta össze, és utat nyitott a frank uralom további, Rajnán túli terjeszkedésnek.

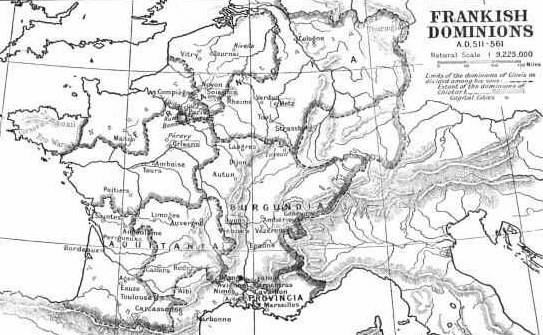
Klodvig és utódainak birodalma (511 – 561)

## Hagyatéka
Klodvig 511-ben halt meg, a párizsi Saint-Denis-i apátságba temették el (apja és a korábbi Meroving királyok nyughelye Tournai). Halála után négy fia (Theuderich, Chlodomer, Childebert, Chlothar) felosztotta egymás közt a birodalmat: Reims, Orléans, Párizs és Soissons központtal új politikai egységeket hoztak létre. Ezzel kezdetét vette a szétdaraboltság korszaka, mely – rövid kivételektől eltekintve – a Meroving-dinasztia uralmának végéig (751) fennállt.

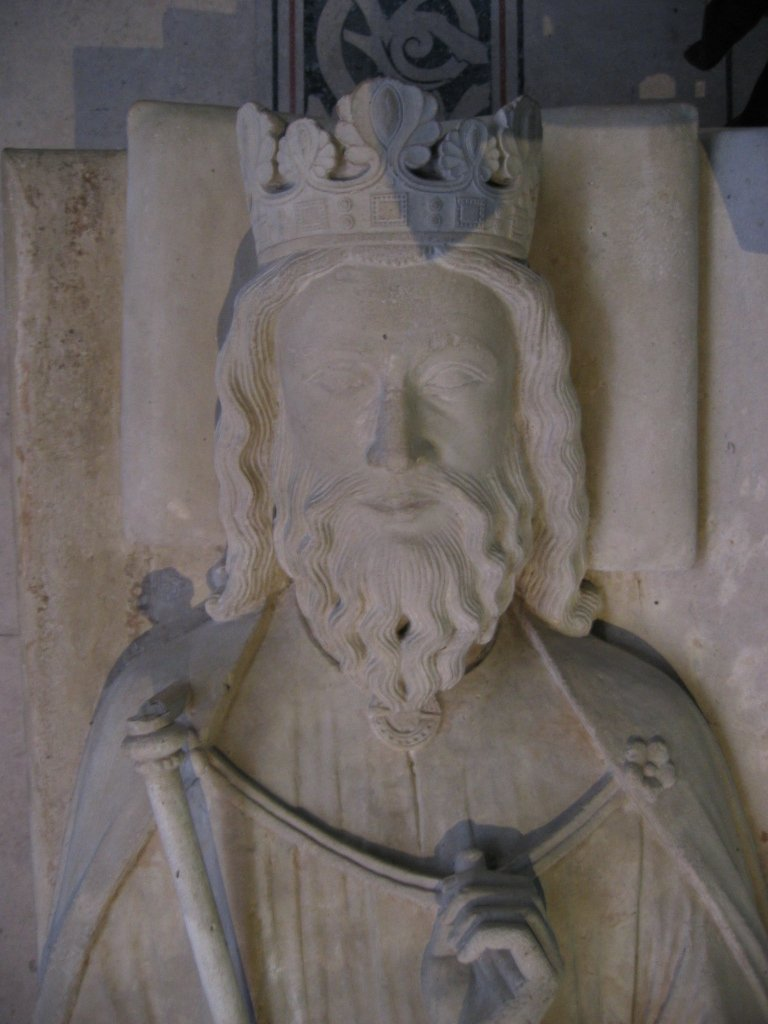
I Klodvig sírja a Saint-Denis-székesegyházban

A francia hagyomány a frankokat tartja az ország megalapítóinak, s mivel Klodvig volt az első, aki a majdani Franciaország területének túlnyomó részét elfoglalta, őt nevezik az első francia királynak.

## Egyéb
A király kegyetlenségét jól mutatja a következő történet:
Mikor Chlodovechus király Paris városában tartózkodott, titokban Sigibertus fiához üzenetet küldött: »Íme atyád elaggott és beteg lábával sántikál. Ha meghalna – üzente – barátságunkkal együtt jog szerint nyernéd el királyságát.« (Chlodericus) lelkét csábította az uralom vágya és elhatározta, hogy megöli apját. Mikor (Sigibertus) kiment Colonia (Köln) városából, átkelt a Rajnán és úgy intézte dolgát, hogy a buconiai erdőben sétálhasson, majd déltájban elszunnyadt sátrában. Fia orgyilkosokat küldött ellene, és itt az említett sátorban meg is ölette. (Azt hitte, hogy) most már majd övé lesz a királyság. De Isten akaratából abba a verembe hullott bele, amelyet apjának ásott ellenség módjára. Követeket küldött ugyanis Chlodovechus királyhoz, hogy jelentsék neki apja halálát és ezeket mondják: »Atyám meghalt és most kincseivel együtt enyém a királysága. Gyere el hozzám, hogy kincseiből azt, ami tetszik, szíves jóakarattal átadjam.« Ő pedig így válaszolt: »Köszönöm jóakaratodat és arra kérlek, hogy odaérkező embereimnek mutasd meg mindazt, ami ezután a tied lesz.« (A király követeinek) megérkeztével megmutogatja apja kincseit. Mikor a követek megtekintették a különféle (drágaságokat), (Chlodericus) így szólt: »Apám ebbe a ládikába szokta az aranypénzeket rakni.« »Dugd csak bele a kezed – mondják a (király követei) – egészen a fenekéig és kerítsd elő mindet!« Mikor ezt megtette és mélyen lehajolt, az egyik felemelte a karját és szekercéjével széthasította az agyvelejét. Így (Chlodericus) ugyanarra a sorsra jutott, mint amit méltatlanul ő művelt az apjával.

Mikor Chlodovechus tudomást szerzett Sigibertusnak és fiának megöletéséről, ő maga is megjelent (Kölnben), összehívatta az egész népét és így szólt: »Halljátok, mi történt. Mikor én Scaldis (Schelde) folyón hajóztam, Chlodericus, rokonom fia nem tágított apja mellől és folyton azt hajtogatta, hogy én meg akarom ölni. Mikor aztán (Sigibertus) a buconiai erdőben járt, (fia) gyilkosokat bérelt fel ellene és megölette. De miközben apja kincseit kutatta, valaki őt is leszúrta. Ami engem illet, semmiképpen sem vagyok részes a dologban, mert én nem volnék képes rokonaim vérét ontani, ilyen istentelenségre vállalkozni. De ha már így történt, azt tanácsolom nektek, hátha elfogadhatónak találjátok: térjetek énhozzám, hogy az én védelmem alatt legyetek.« Mikor ezt hallották, összeverték pajzsaikat, helyeslőleg kiáltoztak, majd pajzsra emelték és így királyukká választották…"

## Forrásjegyzék
- Britannica Hungarica Világenciklopédia, (szerkesztette: Halász György, Széky János), elektronikus kiadás, Budapest: J.I.T. LEXIKON (2005)
- Uralkodók és dinasztiák (kivonat az Encyclopædia Britannicából), Magyar Világ Kiadó, 2001, szerkesztette: A. Fodor Ágnes – Gergely István – Nádori Attila – Sótyné Mercs Erzsébet – Széky János, ISBN 963-9075-12-4